# 学校法人追手門学院
学校法人追手門学院（がっこうほうじん おうてもんがくいん）は、大阪府茨木市に本部を置く学校法人。1888年（明治21年）、陸軍将校らの親睦団体である大阪偕行社によって小学校が設立されたのをルーツとする。第二次世界大戦後に追手門学院の名称となり、現在は幼稚園から大学までを設置する（2021年時点）。

## 設置学校
- 追手門学院幼稚園（大阪府豊中市）
- 追手門学院小学校（大阪市中央区）
- 追手門学院中学校・高等学校（大阪府茨木市）
- 追手門学院大手前中学校・高等学校（大阪市中央区）
- 追手門学院大学（大阪府茨木市）

## 沿革

### 設立から第二次世界大戦まで

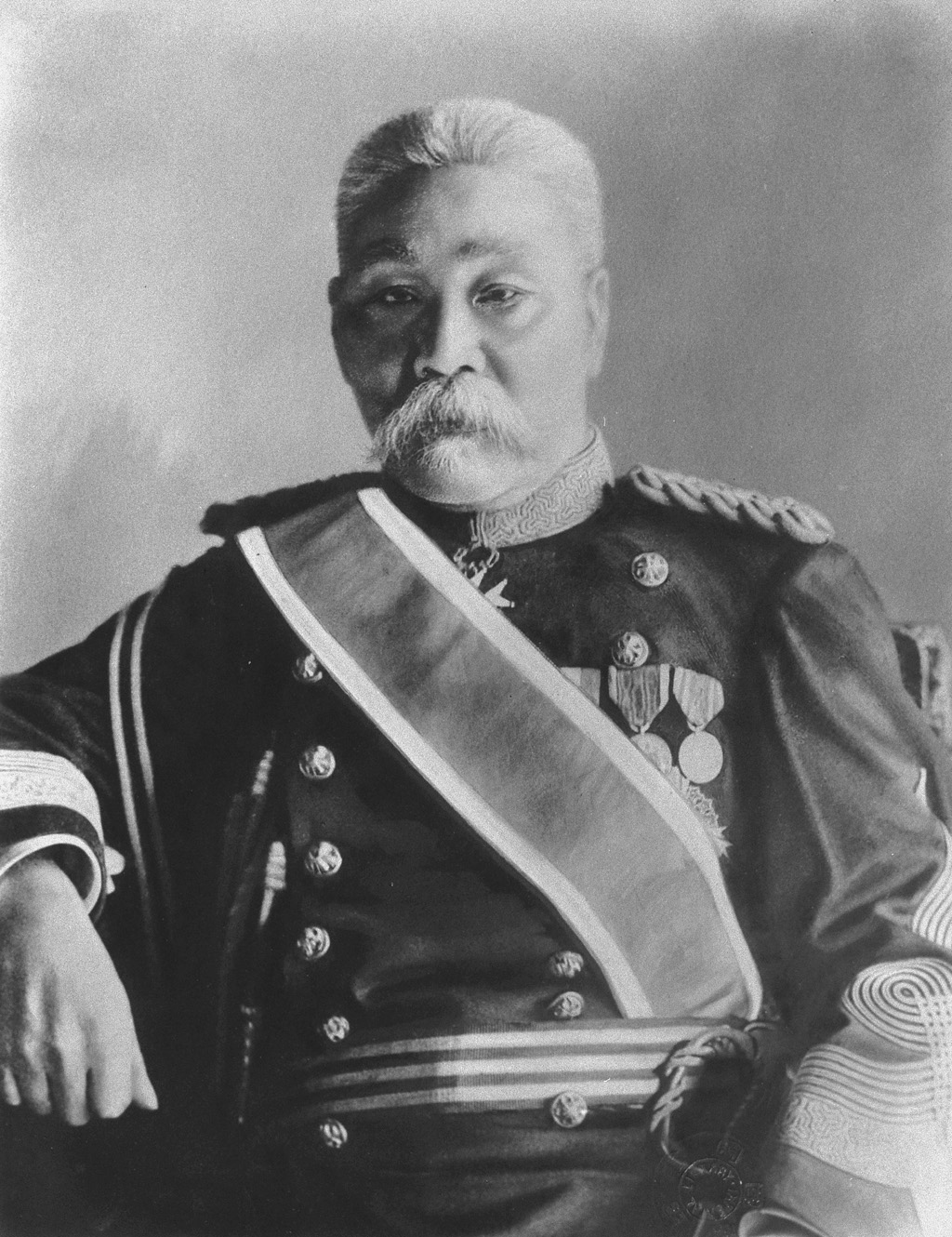
創設者高島鞆之助

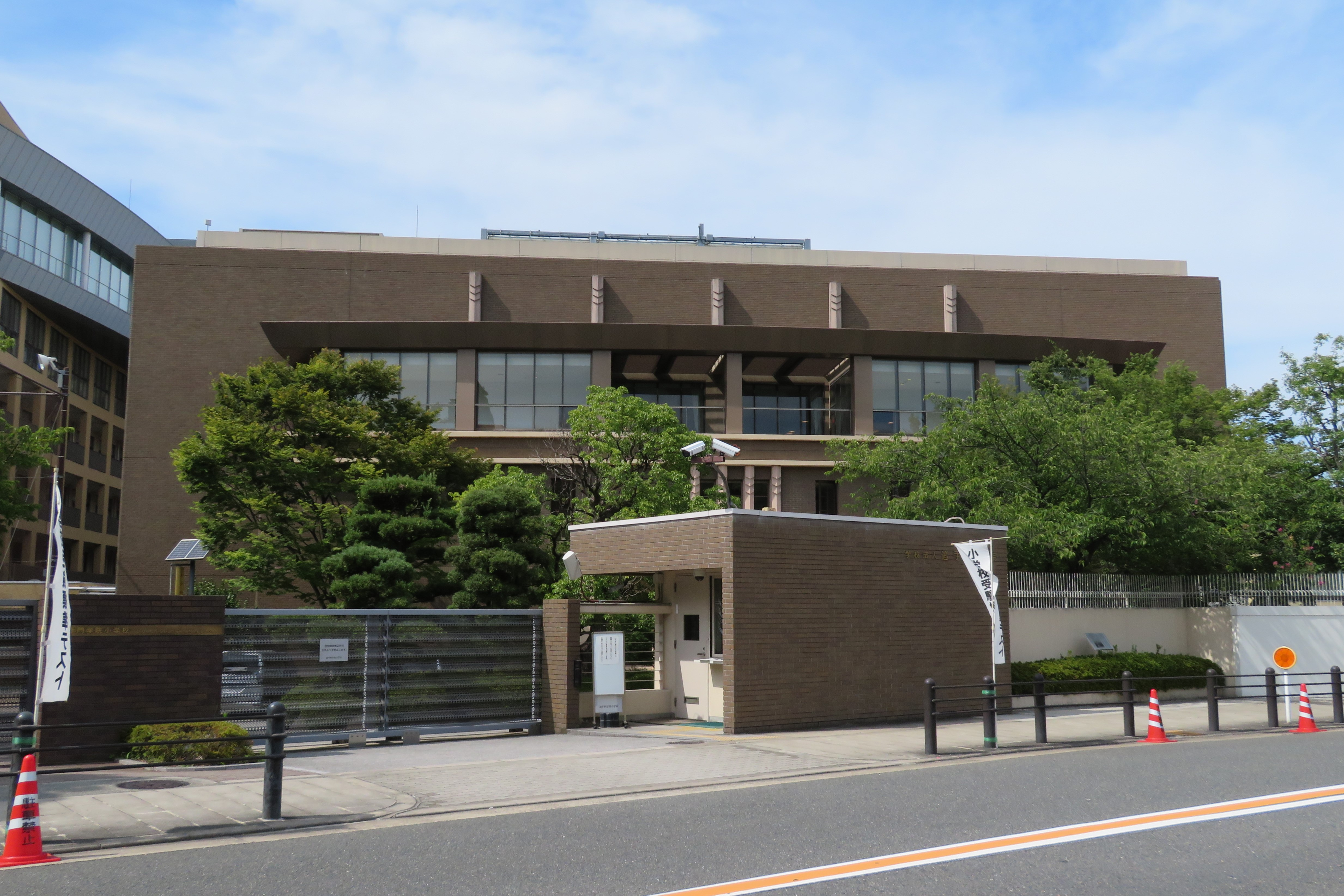
追手門学院小学校（2015年撮影）

1888年（明治21年）、大阪鎮台司令官であった高島鞆之助中将により、「国家有為の人材の育成」を掲げる大阪偕行社附属小学校が創設された。学校設立趣意書には「児童身体を鍛錬し、忠君愛国の精神を涵養し、質実剛健の志操及び独立自彊の心性の陶冶」を図るという教育方針が掲げられた。開設当初より英語授業を実施したことは「国際教育」重視の表れとして現代の学園沿革が特筆している。偕行社附属小学校は「西日本最古の私立小学校」であるとされる。
発足当初は「大阪偕行社社員の子弟」すなわち軍人の子弟を陸軍幼年学校や海軍兵学校に進ませるという「軍人養成」を目標に掲げていたが、1900年の小学校令（第三次小学校令）制定やその改正などに沿い、私立小学校施行規則に即した学校教育を行うこととなった。これにより軍人養成が目標から削除され、軍人子弟の比率は少ないものになった。1915年時点では、財界・法曹界・医学関係者子弟等が8割以上を占め、軍人子弟は2割にも満たなかったという。1913年に学校長に就任し、25年間その職にあった片桐武一郎は名校長とされ、片桐が定めた教育目標は戦後もほとんどが引き継がれた。
1935年、大阪偕行社は中学校（旧制中学校）設立を決定、寝屋川に用地を確保する。1940年には大阪偕行社附属中学校が設立された。しかし財政難のため、山下亀三郎が設立した山水育英会（学校法人桐朋学園の母体）に資金援助を求めて1941年に第二山水中学校となり、第二次世界大戦後は香里学園を経て、現在の同志社香里中学校・高等学校となっている。

### 第二次世界大戦後
第二次世界大戦の敗戦により、大阪偕行社は解散を命ぜられ、学校は運営主体を失った。1946年2月、教職員・卒業生・保護者らの尽力によって「財団法人錦城育英会」が認可され、校名は「大阪偕行学園」と改められた。しかし、錦城育英会は大阪偕行社の後継団体であるとして同年12月に解散が命じられる。折衝の末、1947年に財団法人大手前学園が認可され、かつての大阪偕行社の色彩を消し去ることが条件とされた。このため関係者は、学校存続のために形式的な面では「偕行社附属小学校とは関係のない新しい学校」であることを標榜した。
1947年4月、大手前学園小学部と改称し、大手前学園中学部を開校。同年11月、追手門学院に改称した。近接地に大阪府立大手前高等女学校（1948年に大阪府立大手前高等学校と改称）を運営する大阪府から紛らわしいとの申し入れがあったためという。「追手門」は、学校所在地の旧町名「追手通」（明治以後「大手通」と記されるようになる）による。
昭和40年代には、かつての偕行社時代の「国家有為の人材の育成」を置き換えた「社会有為の人材の育成」を教育目標として掲げる。また、小学校沿革サイトによれば1888年を創立年とする周年行事が1968年になって行われている。

### 年表
- 1888年（明治21年）4月 - 大阪偕行社附属小学校が開設される[3]。
- 1940年（昭和15年）4月 - 大阪偕行社附属中学校が開設される[3]。
- 1941年（昭和16年）4月 - 「大阪偕行社学院」と改称する[3][10][注釈 4]
- 1946年（昭和21年）4月 - 「大阪偕行学園」と改称する[3][10]。
- 1947年（昭和22年） 
  - 4月 - 小学校を大手前学園小学部と改称[11][3][13][14]。大手前学園中学部（新制中学校・男女共学[10]）を開校する[11][3][13][14][注釈 3]。
  - 11月 - 「追手門学院」に改称[3][10]。
- 1950年（昭和25年）4月 - 追手門学院高等学部を開設[13][注釈 5]。追手門学院小学校部と改称[注釈 6]
- 1951年（昭和26年）4月 - 私立学校法実施に伴い、学校法人追手門学院に改組[3][10]。
- 1966年（昭和41年）4月 - 追手門学院大学を茨木市西安威（安威キャンパス）に開設[14]。
- 1967年（昭和42年）4月 - 追手門学院高等学部は、大手前に一部を残して茨木市に移転[10]、また中学部を併設し「茨木学舎」と称す[10]。
  - これにより、追手門学院は茨木学舎・大手前学舎の両学舎に中学部・高等学部を置くことになる[注釈 7]。
- 1969年（昭和44年）4月 - 追手門幼稚園を豊中市に設立[3][14][10]。
- 1970年（昭和45年）4月 - 教育研究所設置[3][10]。
- 1971年（昭和46年）4月 - 小・中・高等学部をそれぞれ小・中・高等学校に改称[10]。
- 1980年（昭和55年）4月 - 
  - 追手門学院中学校・高等学校の名称を、追手門学院大手前中学校・高等学校に変更する[10]。
  - 追手門学院中学校・高等学校を茨木校地に認可設立[10]。
- 2019年（平成31年） - 茨木市太田東芝町に茨木総持寺キャンパス開設、大学の一部および追手門学院中学校・高等学校を移転[14]。
- 2022年(令和4年)8月 - 学園が契約したコンサルタント会社から「腐ったミカンは置いておけない」などと退職を繰り返し強要された元男性講師が鬱病を発症し、労働監督署から退職勧奨とも人格否定ともいえる発言であると元男性講師に対して労災認定された[15]。

## 不祥事

### 退職強要
2016年に開いた職員研修で、外部コンサルタント講師（ブレインアカデミー）が「腐ったミカンは置いておけない」などと発言した問題で、受講していた元職員の男性がうつ病になったのは繰り返し退職を強要されたことが原因だとして、茨木労働基準監督署に労災認定された。労基署は「退職勧奨とも人格否定ともいえる発言」であり、委託した学院の意向に沿ったものだと認めた。
当該コンサルタントが所属するブレインアカデミー社は「業務改善に努めるべきことを諭すために用いた言葉」と釈明している。この人事業務について、1名の退職につき108万円の報酬が
追手門学院からブレインアカデミー社に支払われたと報道された。